# کنترل (ترانه جنت جکسون)
«کنترل» (به انگلیسی: Control) تک‌آهنگی از هنرمند اهل ایالات متحده آمریکا جنت جکسون است که در سال ۱۹۸۶ میلادی منتشر شد.